# A Forest
A Forest ist ein Lied der britischen New-Wave-/Dark-Wave-Band The Cure. Das Lied wurde als erste Single im März 1980 in allen deutschsprachigen Ländern veröffentlicht und bedeutete den kommerziellen Durchbruch für die Band. In Großbritannien zog die Veröffentlichung den ersten Auftritt in der Fernsehsendung Top of the Pops nach sich und machte die Band national einem breiten Publikum bekannt.

## Hintergrund
A Forest entstand Ende 1979 während der England-Tournee von The Cure und Siouxsie and the Banshees, zu dieser Zeit war Robert Smith Gitarrist beider Gruppen. Das Lied wurde im Frühjahr 1980 während der zehntägigen Aufnahmen zum Album Seventeen Seconds im Londoner Morgan Studio Eins von Smith und Mike Hedges produziert. Die für das Album aufgenommene, fast sechsminütige Version wurde für die Single-Veröffentlichung stark verkürzt.
Die Musikproduktion war geprägt von der Verwendung von Effekten wie Overdubs und Loops und den für die Aufnahme des Schlagzeugs verwendeten Kontaktmikrofonen. Die Klangfarbe der Aufnahmen wird als kalt und steril beschrieben und soll laut Hedges die düstere Stimmung des gesamten Albums wie auch von A Forest unterstreichen:

“I really appreciated the musical direction – morose, athmospheric and very different to Three Imaginary Boys. We weren’t thinking about commercialism or potential popularity at all. I pretty much followed Robert’s instructions.”

„Mir gefiel die musikalische Ausrichtung sehr – griesgrämig, atmosphärisch und sehr verschieden von Three Imaginary Boys. Wir dachten überhaupt nicht an Kommerzialisierung oder potentielle Popularität.“

A Forest läutet klanglich und textlich die als „dunkle Phase“ bezeichnete Zeit von The Cure zwischen 1980 und 1983 ein, die sie und andere Bands des Gothic-Rock-Genres und allgemein der Dark-Wave-Strömung zu frühen musikalischen Vertretern der dazugehörigen Gothic-Subkultur machen.

## Veröffentlichung und Charterfolge
Die Single wurde am 28. März 1980 veröffentlicht und erreichte in den britischen Charts Platz 31. In den deutschsprachigen Hitparaden wurde keine Platzierung notiert.

## Rezeption
Ned Raggett von Allmusic bezeichnet A Forest als „Cure-Lied der Cure-Lieder“ („no-question-about-it Cure song of Cure songs, this is it“).
Das Lied wurde unter anderem von Waltari auf dem Album So Fine (1994), Carpathian Forest auf dem Debütalbum Black Shining Leather (1995) und Nouvelle Vague auf dem selbstbetitelten Debüt (2004) gecovert.
Sogar im elektronischen Bereich, unter der Sparte Trance wurde das Lied gecovert von Blank & Jones zusammen mit Robert Smith auf dem Album Monument (2004) mit dem gleichen Namen A Forest.